# Liste des cantons de la Haute-Vienne

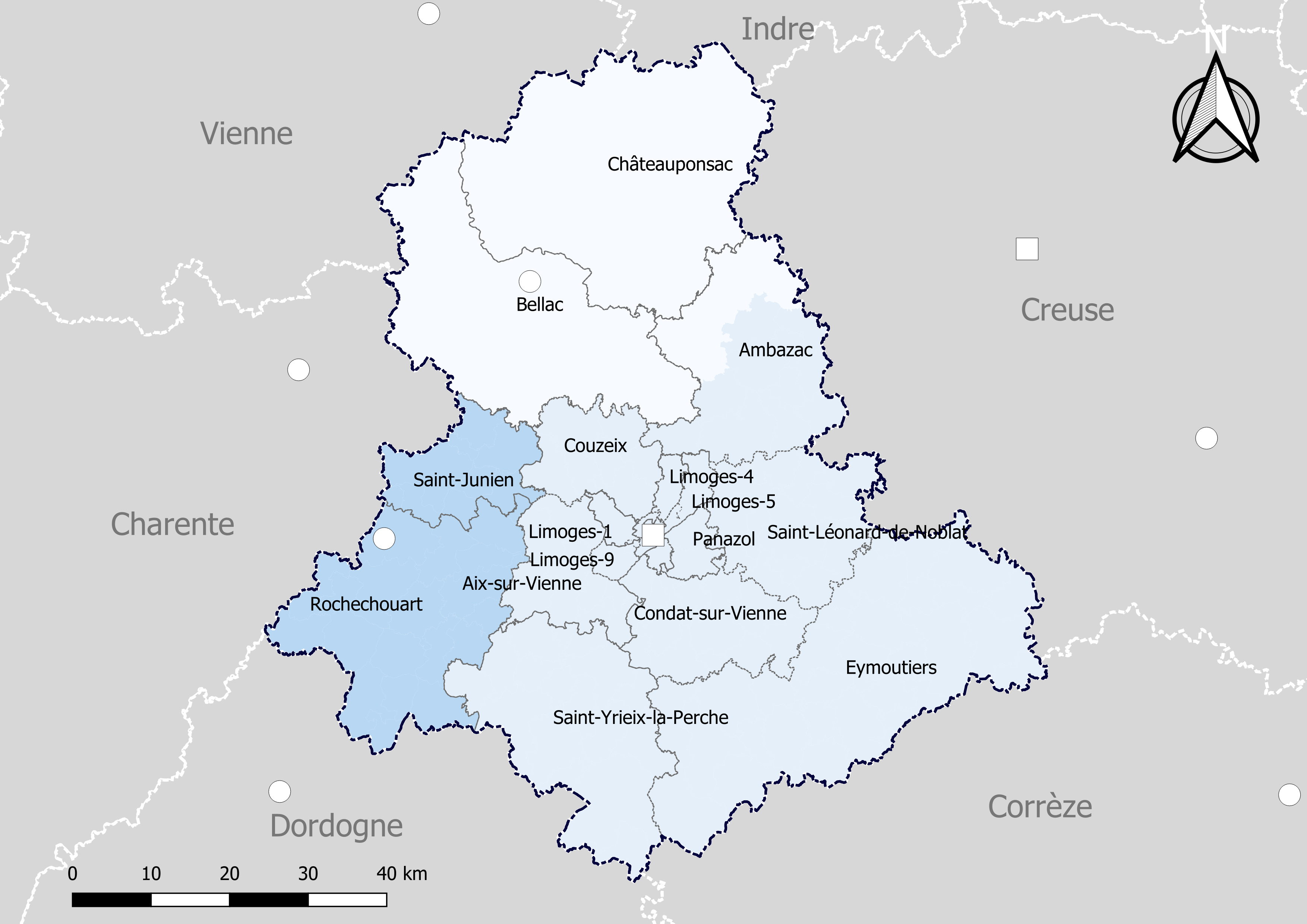
Découpage cantonal du département de la Haute-Vienne, avec en surimpression les arrondissements (en nuances de bleu) - Carte arrêtée au 1er janvier 2019.

Le département de la Haute-Vienne compte 21 cantons depuis le redécoupage cantonal de 2014 (42 cantons auparavant).

## Histoire

### Découpage cantonal de 1982 à 2015

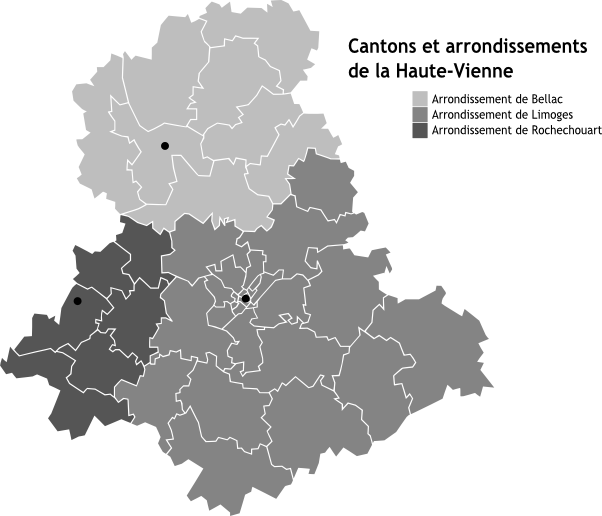
Carte des cantons de la Haute-Vienne de 1982 à 2015.

Liste des 42 anciens cantons du département de la Haute-Vienne, par arrondissement :
- arrondissement de Bellac (8 cantons - sous-préfecture : Bellac) :
canton de Bellac - canton de Bessines-sur-Gartempe - canton de Châteauponsac - canton du Dorat - canton de Magnac-Laval - canton de Mézières-sur-Issoire - canton de Nantiat - canton de Saint-Sulpice-les-Feuilles
- arrondissement de Limoges (28 cantons - préfecture : Limoges) :
canton d'Aixe-sur-Vienne - canton d'Ambazac - canton de Châlus - canton de Châteauneuf-la-Forêt - canton d'Eymoutiers - canton de Laurière - canton de Limoges-Beaupuy - canton de Limoges-Carnot - canton de Limoges-Centre - canton de Limoges-Cité - canton de Limoges-Condat - canton de Limoges-Corgnac - canton de Limoges-Couzeix - canton de Limoges-Émailleurs - canton de Limoges-Grand-Treuil - canton de Limoges-Isle - canton de Limoges-La Bastide - canton de Limoges-Landouge - canton de Limoges-Le Palais - canton de Limoges-Panazol - canton de Limoges-Puy-las-Rodas - canton de Limoges-Vigenal - canton de Nexon - canton de Nieul - canton de Pierre-Buffière - canton de Saint-Germain-les-Belles - canton de Saint-Léonard-de-Noblat - canton de Saint-Yrieix-la-Perche
- arrondissement de Rochechouart (6 cantons - sous-préfecture : Rochechouart) :
canton d'Oradour-sur-Vayres - canton de Rochechouart - canton de Saint-Junien-Est - canton de Saint-Junien-Ouest - canton de Saint-Laurent-sur-Gorre - canton de Saint-Mathieu

### Redécoupage cantonal de 2014

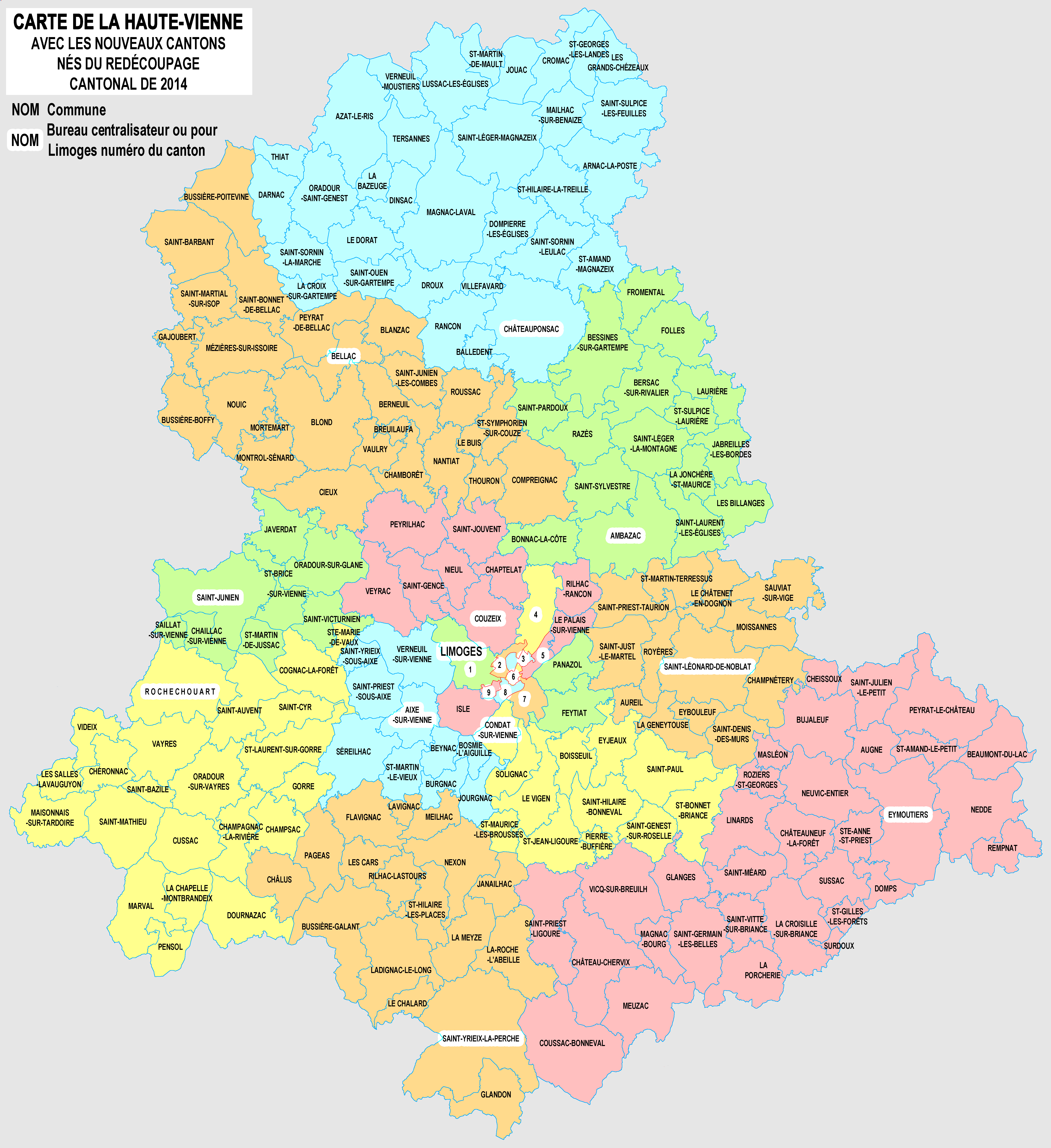
Carte des nouveaux cantons de la Haute-Vienne (2015).

Dans la poursuite de la réforme territoriale engagée en 2010, l'Assemblée nationale adopte définitivement le 17 avril 2013 la réforme du mode de scrutin pour les élections départementales destinée à garantir la parité hommes/femmes. Les lois (loi organique 2013-402 et loi 2013-403) sont promulguées le 17 mai 2013. Un nouveau découpage territorial est défini par décret du 20 février 2014 pour le département de la Haute-Vienne. Celui-ci entre en vigueur lors du premier renouvellement général des assemblées départementales suivant la publication du décret, prévu en mars 2015, remplaçant les élections cantonales de 2014 et 2017. Les conseillers départementaux sont élus au scrutin majoritaire binominal mixte. Les électeurs de chaque canton éliront au Conseil départemental, nouvelle appellation des Conseils généraux, deux membres de sexe différent, qui se présenteront en binôme de candidats. Les conseillers départementaux seront élus pour 6 ans au scrutin binominal majoritaire à deux tours, l'accès au second tour nécessitant 10 % des inscrits au 1er tour. En outre la totalité des conseillers départementaux est renouvelée.
Ce nouveau mode de scrutin nécessite un redécoupage des cantons dont le nombre est divisé par deux avec arrondi à l'unité impaire supérieure si ce nombre n'est pas entier impair et avec des conditions de seuils minimaux. Dans la Haute-Vienne le nombre de cantons passe ainsi de 42 à 21.
Les critères du remodelage cantonal sont les suivants : le territoire de chaque canton doit être défini sur des bases essentiellement démographiques, le territoire de chaque canton doit être continu et les communes de moins de 3 500 habitants sont entièrement comprises dans le même canton. Il n’est fait référence, ni aux limites des arrondissements, ni à celles des circonscriptions législatives.
Conformément à de multiples décisions du Conseil constitutionnel depuis 1985 et notamment sa décision no 2010-618 DC du 9 décembre 2010, il est admis que le principe d’égalité des électeurs au regard des critères démographiques est respecté lorsque le ratio conseiller/habitant de la circonscription est compris dans une fourchette de 20 % de part et d'autre du ratio moyen conseiller/habitant du département. Pour le département de la Haute-Vienne, la population de référence est la population légale en vigueur au 1er janvier 2013, à savoir la population millésimée 2010, soit 376 191 habitants. Avec 21 cantons la population moyenne par conseiller départemental est de 17 914 habitants. Ainsi la population de chaque nouveau canton doit-elle être comprise entre 14 331 habitants et 21 497 habitants pour respecter le principe de l'égalité citoyenne au vu des critères démographiques.

## Composition actuelle

### Composition détaillée
| N° | Nom du canton           | Bureau centralisateur   | Population (2022) | Nombre de communes   | Communes composant le canton |
| -- | ----------------------- | ----------------------- | ----------------- | -------------------- | --- |
| 1  | Aixe-sur-Vienne         | Aixe-sur-Vienne         | 21 245            | 10                   | Aixe-sur-Vienne, Beynac, Bosmie-l'Aiguille, Burgnac, Jourgnac, Saint-Martin-le-Vieux, Saint-Priest-sous-Aixe, Saint-Yrieix-sous-Aixe, Séreilhac, Verneuil-sur-Vienne. |
| 2  | Ambazac                 | Ambazac                 | 17 488            | 16                   | Ambazac, Bersac-sur-Rivalier, Bessines-sur-Gartempe, Les Billanges, Bonnac-la-Côte, Folles, Fromental, Jabreilles-les-Bordes, La Jonchère-Saint-Maurice, Laurière, Razès, Saint-Laurent-les-Églises, Saint-Léger-la-Montagne, Saint-Sulpice-Laurière, Saint-Sylvestre. |
| 3  | Bellac                  | Bellac                  | 16 859            | 22                   | Bellac, Berneuil, Blanzac, Blond, Breuilaufa, Le Buis, Chamboret, Cieux, Compreignac, Gajoubert, Montrol-Sénard, Mortemart, Nantiat, Nouic, Peyrat-de-Bellac, Saint-Bonnet-de-Bellac, Saint-Junien-les-Combes, Saint-Martial-sur-Isop, Saint-Pardoux-le-Lac, Thouron, Val-d'Issoire, Vaulry. |
| 4  | Châteauponsac           | Châteauponsac           | 16 145            | 31                   | Arnac-la-Poste, Azat-le-Ris, Balledent, La Bazeuge, Châteauponsac, La Croix-sur-Gartempe, Cromac, Dinsac, Dompierre-les-Églises, Le Dorat, Droux, Les Grands-Chézeaux, Jouac, Lussac-les-Églises, Magnac-Laval, Mailhac-sur-Benaize, Oradour-Saint-Genest, Rancon, Saint-Amand-Magnazeix, Saint-Georges-les-Landes, Saint-Hilaire-la-Treille, Saint-Léger-Magnazeix, Saint-Martin-le-Mault, Saint-Ouen-sur-Gartempe, Saint-Sornin-la-Marche, Saint-Sornin-Leulac, Saint-Sulpice-les-Feuilles, Tersannes, Val-d'Oire-et-Gartempe, Verneuil-Moustiers, Villefavard. |
| 5  | Condat-sur-Vienne       | Condat-sur-Vienne       | 19 395            | 12                   | Boisseuil, Condat-sur-Vienne, Eyjeaux, Pierre-Buffière, Saint-Bonnet-Briance, Saint-Genest-sur-Roselle, Saint-Hilaire-Bonneval, Saint-Jean-Ligoure, Saint-Maurice-les-Brousses, Saint-Paul, Solignac, Le Vigen. |
| 6  | Couzeix                 | Couzeix                 | 21 057            | 7                    | Chaptelat, Couzeix, Nieul, Peyrilhac, Saint-Gence, Saint-Jouvent, Veyrac. |
| 7  | Eymoutiers              | Eymoutiers              | 19 511            | 32                   | Augne, Beaumont-du-Lac, Bujaleuf, Château-Chervix, Châteauneuf-la-Forêt, Cheissoux, Coussac-Bonneval, La Croisille-sur-Briance, Domps, Eymoutiers, Glanges, Linards, Magnac-Bourg, Masléon, Meuzac, Nedde, Neuvic-Entier, Peyrat-le-Château, La Porcherie, Rempnat, Roziers-Saint-Georges, Saint-Amand-le-Petit, Saint-Germain-les-Belles, Saint-Gilles-les-Forêts, Saint-Julien-le-Petit, Saint-Méard, Saint-Priest-Ligoure, Saint-Vitte-sur-Briance, Sainte-Anne-Saint-Priest, Surdoux, Sussac, Vicq-sur-Breuilh. |
| 8  | Limoges-1               | Limoges                 | 18 999            | fraction Limoges     | Partie de la commune de Limoges située à l'ouest d'une ligne définie par l'axe des voies et limites suivantes : depuis la limite territoriale de la commune de Couzeix, cours de l'Aurence, rue de Saint-Gence, rue Jules-Renard, rue du Maréchal-Foch, allée Jean-Rebier, rue Jean-Le Bail, avenue du Président-Vincent-Auriol, avenue du Président-René-Coty, boulevard de la Borie, rue Armand-Dutreix, rue du Clos-Augier, rue des Horticulteurs, rue François-Perrin, rue Jules-Ferry, rue du Clos-Augier, rue du Puy-Las-Rodas, rue Bremontier, rue du Mas-Bouyol, rue Firmin-Delage, rue François-Perrin, boulevard du Mas-Bouyol, rue Sarah-Bernhard, rue de la Briance, rue Roger-Salengro, rue François-Perrin, jusqu'à la limite territoriale de la commune d'Isle. |
| 9  | Limoges-2               | Limoges                 | 15 306            | fraction Limoges     | Partie de la commune de Limoges incluse dans le périmètre défini par l'axe des voies et limites suivantes : depuis la limite territoriale de la commune de Couzeix, cours de l'Aurence, rue de Saint-Gence, rue Jules-Renard, rue du Maréchal-Foch, allée Jean-Rebier, rue Jean-Le Bail, avenue du Président-Vincent-Auriol, avenue du Président-René-Coty, boulevard de la Borie, rue Armand-Dutreix, rue Victor-Chabot, rue d'Antony, avenue des Ruchoux, boulevard La Boétie, rue des Arts, avenue Montjovis, rue de Bellac, boulevard de Beaublanc, boulevard du Vigénal, avenue de Louyat, rue Clément-Marot, avenue du Général-Leclerc, boulevard Robert-Schuman, rue Arthur-Groussier, allée du Moulin-Pinard, cours de l'Aurence jusqu'à la limite territoriale de la commune de Couzeix. |
| 10 | Limoges-3               | Limoges                 | 16 210            | fraction Limoges     | Partie de la commune de Limoges incluse dans le périmètre défini par l'axe des voies et limites suivantes : avenue Montjovis, rue de Bellac, boulevard de Beaublanc, boulevard du Vigénal, avenue de Louyat, rue Clément-Marot, avenue du Général-Leclerc, rue Degas, rue Alain, rue René-Péchieras, rue Gustave-Courbet, rue Horace-Vernet, rue Camille-Corot, rue Detaille, ligne de chemin de fer, autoroute A 20, ligne de chemin de fer, rue Aristide-Briand, rue Jules-Michelet, rue du Quai-Militaire, rue du Docteur-Émile-Dubois, rue Aristide-Briand, rue du Puy-du-Pic, impasse d'Ambazac, rue Aristide-Briand, ligne de chemin de fer, rue du Chinchauvaud, rue de la Passerelle, rue de Fontaury, avenue Lucien-Faure, avenue du Général-Leclerc, rond-point de Carnot, rue François-Chénieux, rue des Coopérateurs, rue Gustave-Nadaud, avenue Marcelin-Berthelot, rue Montmailler.                                                                       |
| 11 | Limoges-4               | Limoges                 | 15 913            | fraction Limoges     | Partie de la commune de Limoges située au nord d'une ligne définie par l'axe des voies et limites suivantes : depuis la limite territoriale de la commune de Couzeix, cours de l'Aurence, allée du Moulin-Pinard, rue Arthur-Groussier, boulevard Robert-Schuman, rue Degas, rue Alain, rue René-Péchieras, rue Gustave-Courbet, rue Horace-Vernet, rue Camille-Corot, rue Detaille, ligne de chemin de fer, autoroute A 20, ligne de chemin de fer, rue Georges-Fourest, rue Aristide-Briand, rue de Fougeras, jusqu'à la limite territoriale de la commune du Palais-sur-Vienne. |
| 12 | Limoges-5               | Limoges                 | 18 410            | 2 + fraction Limoges | 1. Les communes suivantes : Le Palais-sur-Vienne, Rilhac-Rancon. 2. La partie de la commune de Limoges située au nord d'une ligne définie par l'axe des voies et limites suivantes : depuis la limite territoriale de la commune de Panazol, cours de la Vienne, pont Saint-Étienne, rue du Port-du-Naveix, boulevard des Petits-Carmes, boulevard Saint-Maurice, rue du Maupas, place Jourdan, avenue du Général-de-Gaulle, cours Bugeaud, cours Vergniaud, cours Gay-Lussac, rue Aristide-Briand, rue du Chinchauvaud, rue Auguste-Rodin, ligne de chemin de fer, rue Aristide-Briand, impasse d'Ambazac, rue du Puy-du-Pic, rue Aristide-Briand, rue du Docteur-Émile-Dubois, rue du Quai-Militaire, rue Jules-Michelet, rue Aristide-Briand, ligne de chemin de fer, autoroute A 20, ligne de chemin de fer, rue Georges-Fourest, rue Aristide-Briand, rue de Fougeras, jusqu'à la limite territoriale de la commune du Palais-sur-Vienne.                          |
| 13 | Limoges-6               | Limoges                 | 17 555            | fraction Limoges     | Partie de la commune de Limoges incluse dans le périmètre défini par l'axe des voies et limites suivantes : rue François-Chenieux, rond-point de Carnot, avenue du Général-Leclerc, avenue Lucien-Faure, rue de Fontaury, rue de la Passerelle, rue du Chinchauvaud, ligne de chemin de fer, rue Auguste-Rodin, rue du Chinchauvaud, rue Aristide-Briand, cours Gay-Lussac, cours Vergniaud, cours Bugeaud, avenue du Général-de-Gaulle, place Jourdan, rue Porte-Tourny, rue Saint-Pierre, rue Rafilhoux, avenue Jean-Jaurès, boulevard Louis-Blanc, avenue Baudin, rue Ferdinand-Buisson, rue du Clos-Adrien, avenue Ernest-Ruben, rue Pétiniaud-Beaupeyrat, cours Jean-Pénicaud, avenue Saint-Eloi, rue Paul-Derignac, rue Montalembert, rue François-Perrin, rue du Clos-Rocher, rue Armand-Dutreix, rue Victor-Chabot, rue d'Antony, avenue des Ruchoux, rue La Boétie, rue des Arts, rue Montmailler, avenue Berthelot, rue Gustave-Nadaud, rue des Coopérateurs. |
| 14 | Limoges-7               | Limoges                 | 13 498            | fraction Limoges     | Partie de la commune de Limoges située à l'ouest d'une ligne définie par l'axe des voies et limites suivantes : depuis la limite territoriale de la commune de Panazol, cours de la Vienne, pont Saint-Étienne, rue du Port-de-Naveix, boulevard des Petits-Carmes, boulevard Saint-Maurice, rue du Maupas, place Jourdan, rue Porte-Tourny, rue Saint-Pierre, rue Rafilhoux, rue Jean-Jaurès, boulevard Louis-Blanc, rue de Charseix, place de la Cité, boulevard de la Corderie, avenue Georges-Dumas, Pont-Neuf, cours de la Vienne, jusqu'à la limite territoriale de la commune de Condat-sur-Vienne. |
| 15 | Limoges-8               | Limoges                 | 15 642            | fraction Limoges     | Partie de la commune de Limoges située au sud d'une ligne définie par l'axe des voies et limites suivantes depuis la limite territoriale de la commune de Condat-sur-Vienne, cours de la Vienne, Pont-Neuf, avenue Georges-Dumas, boulevard de la Corderie, place de la Cité, rue des Charseix, boulevard Louis-Blanc, avenue Baudin, rue Ferdinand-Buisson, rue du Clos-Adrien, avenue Ernest-Ruben, rue Pétiniaud-Beaupeyrat, cours Jean-Pénicaud, avenue Saint-Eloi, rue Paul-Derignac, rue Montalembert, rue François-Perrin, rue du Clos-Rocher, rue Armand-Dutreix, rue du Clos-Augier, rue des Horticulteurs, rue François-Perrin, avenue de Naugeat, boulevard de Vanteaux, avenue Martin-Luther-King, rue de Bourneville, jusqu'à la limite territoriale de la commune d'Isle. |
| 16 | Limoges-9               | Limoges                 | 16 730            | 1 + fraction Limoges | 1. La commune suivante : Isle. 2. La partie de la commune de Limoges non incluse dans les cantons de Limoges-1, Limoges-2, Limoges-3, Limoges-4, Limoges-5, Limoges-6, Limoges-7 et Limoges-8. |
| 17 | Panazol                 | Panazol                 | 17 381            | 2                    | Feytiat, Panazol. |
| 18 | Rochechouart            | Rochechouart            | 17 060            | 22                   | Champagnac-la-Rivière, Champsac, La Chapelle-Montbrandeix, Chéronnac, Cognac-la-Forêt, Cussac, Dournazac, Gorre, Maisonnais-sur-Tardoire, Marval, Oradour-sur-Vayres, Pensol, Rochechouart, Saint-Auvent, Saint-Bazile, Saint-Cyr, Saint-Laurent-sur-Gorre, Saint-Mathieu, Sainte-Marie-de-Vaux, Les Salles-Lavauguyon, Vayres, Videix. |
| 19 | Saint-Junien            | Saint-Junien            | 20 665            | 8                    | Chaillac-sur-Vienne, Javerdat, Oradour-sur-Glane, Saillat-sur-Vienne, Saint-Brice-sur-Vienne, Saint-Junien, Saint-Martin-de-Jussac, Saint-Victurnien. |
| 20 | Saint-Léonard-de-Noblat | Saint-Léonard-de-Noblat | 16 555            | 13                   | Aureil, Champnétery, Le Châtenet-en-Dognon, Eybouleuf, La Geneytouse, Moissannes, Royères, Saint-Denis-des-Murs, Saint-Just-le-Martel, Saint-Léonard-de-Noblat, Saint-Martin-Terressus, Saint-Priest-Taurion, Sauviat-sur-Vige. |
| 21 | Saint-Yrieix-la-Perche  | Saint-Yrieix-la-Perche  | 20 814            | 17                   | Bussière-Galant, Les Cars, Le Chalard, Châlus, Flavignac, Glandon, Janailhac, Ladignac-le-Long, Lavignac, Meilhac, La Meyze, Nexon, Pageas, Rilhac-Lastours, La Roche-l'Abeille, Saint-Hilaire-les-Places, Saint-Yrieix-la-Perche. |
|    |                         |                         | 372 438           | 201                  | |

### Répartition par arrondissement
Contrairement à l'ancien découpage où chaque canton était inclus à l'intérieur d'un seul arrondissement, le nouveau découpage territorial s'affranchit des limites des arrondissements. Certains cantons peuvent être composés de communes appartenant à des arrondissements différents. Dans le département de la Haute-Vienne, c'est le cas du canton d'Ambazac.
Le tableau suivant présente la répartition par arrondissement :
| N° | Canton                  | Bellac | Limoges              | Rochechouart | Total                |
| -- | ----------------------- | ------ | -------------------- | ------------ | -------------------- |
| 1  | Aixe-sur-Vienne         |        | 10                   |              | 10                   |
| 2  | Ambazac                 | 5      | 11                   |              | 16                   |
| 3  | Bellac                  | 26     |                      |              | 26                   |
| 4  | Châteauponsac           | 32     |                      |              | 32                   |
| 5  | Condat-sur-Vienne       |        | 12                   |              | 12                   |
| 6  | Couzeix                 |        | 7                    |              | 7                    |
| 7  | Eymoutiers              |        | 32                   |              | 32                   |
| 8  | Limoges-1               |        | fraction Limoges     |              | fraction Limoges     |
| 9  | Limoges-2               |        | fraction Limoges     |              | fraction Limoges     |
| 10 | Limoges-3               |        | fraction Limoges     |              | fraction Limoges     |
| 11 | Limoges-4               |        | fraction Limoges     |              | fraction Limoges     |
| 12 | Limoges-5               |        | 2 + fraction Limoges |              | 2 + fraction Limoges |
| 13 | Limoges-6               |        | fraction Limoges     |              | fraction Limoges     |
| 14 | Limoges-7               |        | fraction Limoges     |              | fraction Limoges     |
| 15 | Limoges-8               |        | fraction Limoges     |              | fraction Limoges     |
| 16 | Limoges-9               |        | 1 +fraction Limoges  |              | 1 +fraction Limoges  |
| 17 | Panazol                 |        | 2                    |              | 2                    |
| 18 | Rochechouart            |        |                      | 22           | 22                   |
| 19 | Saint-Junien            |        |                      | 8            | 8                    |
| 20 | Saint-Léonard-de-Noblat |        | 13                   |              | 13                   |
| 21 | Saint-Yrieix-la-Perche  |        | 17                   |              | 17                   |
|    |                         | 63     | 108                  | 30           | 201                  |